# Tamara Falcó
Tamara Isabel Falcó Preysler (Madrid, 20 de noviembre de 1981), vi marquesa de Griñón, es una socialite, aristócrata, diseñadora de moda y colaboradora de televisión española. Es hija de Isabel Preysler y Carlos Falcó.

## Biografía
Es la tercera hija del aristócrata Carlos Falcó, v marqués de Griñón, y la cuarta hija de la socialite Isabel Preysler. Tiene cuatro hermanos por parte de padre: Xandra, Manuel, Duarte y Aldara. Por parte de madre tiene otros cuatro  hermanos: la presentadora Chábeli Iglesias, los cantantes Julio Iglesias Jr. y Enrique Iglesias, y Ana Boyer. Estudió en Massachusetts, Estados Unidos, desde adolescente, y en ese país continuó estudiando la secundaria en el Lake Forest College. Después de realizar prácticas en Zara, siguió formándose en moda en el Instituto Marangoni en Milán, Italia. Realizó un máster en Visual Merchandising en la Universidad de Navarra.
Desde la década de 2010, ha sido presencia habitual en la pequeña pantalla, llegando a contar con su propio programa de telerrealidad: We love Tamara. En 2019 ganó la cuarta edición del concurso de talentos culinario MasterChef Celebrity. Y, pocos meses después, en 2020, presentó el programa de cocina Cocina al punto con Peña y Tamara.
Desde septiembre de 2020, participa como colaboradora en las tertulias de actualidad de El hormiguero junto con Pablo Motos, Juan del Val, Cristina Pardo y Nuria Roca. Asimismo, en enero de 2021, se incorpora, como miembro del jurado, al concurso de talentos El desafío.
En octubre de 2022, asistió al XIV Congreso Mundial de las Familias, evento católico conservador organizado en México, donde realizó unas polémicas declaraciones sobre los «tipos distintos» de sexualidad.
Es sobrina nieta de la actriz filipina Neile Adams, prima segunda del actor estadounidense Steven R. McQueen y cuñada de los tenistas Anna Kournikova y Fernando Verdasco. Además, es descendiente de Luis Sáenz de Tagle, noble y financiero del rey Felipe V de España.

### Vida personal
Estuvo a punto de profesar como monja. El 12 de noviembre de 2020, se convirtió en la única solicitante a ser marquesa de Griñón, por testamento de su padre. El 7 de diciembre, se publicó en el BOE la orden para la expedición en su favor de la Real Carta de Sucesión.
El 23 de noviembre de 2020, se la relacionó sentimentalmente con el empresario Íñigo Andrés Onieva Molas. El 22 de septiembre de 2022, anunció su compromiso con Íñigo Onieva a través de redes sociales. Dos días después, anularon su compromiso. El 3 de enero de 2023, confirmó la reconciliación con Onieva.
El 8 de julio de 2023, contrajo matrimonio religioso con Íñigo Andrés Onieva Molas tras 3 años de noviazgo en la finca El Rincón, en Aldea del Fresno, convirtiéndose Íñigo Onieva en el nuevo marqués consorte de Griñón.

## Trayectoria televisiva
| Año               | Programa                          | Cadena          | Notas                  |
| ----------------- | --------------------------------- | --------------- | ---------------------- |
| 2013              | We Love Tamara                    | Cosmopolitan TV | Presentadora           |
| 2013, 2020 – 2021 | El hormiguero                     | Antena 3        | Invitada               |
| 2016              | Soy Noticia                       | Cuatro          | Invitada               |
| 2018              | Mi casa es la tuya                | Telecinco       | Invitada               |
| 2018              | Volverte a ver                    | Telecinco       | Invitada               |
| 2019              | MasterChef Celebrity              | La 1            | Concursante - Ganadora |
| 2020              | Cocina al punto con Peña y Tamara | La 1            | Presentadora           |
| 2020 – presente   | El hormiguero                     | Antena 3        | Colaboradora           |
| 2021              | El desafío                        | Antena 3        | Jurado                 |
| 2022              | El desafío                        | Antena 3        | Jurado invitada        |
| 2022              | Tamara Falcó: La marquesa         | Netflix         | Protagonista           |
| 2022              | Cinco tenedores                   | #0              | Invitada               |
| 2022; 2024        | Martínez y Hermanos               | #0 / Cuatro     | Invitada               |
| 2024              | Got Talent España                 | Telecinco       | Jurado                 |

## Trabajos publicados
- Las recetas de casa de mi madre (Ed. Espasa, 2025). ISBN 9788467063745

## Distinciones honoríficas
Nacionales
- Dama de la Hospitalidad de Nuestra Señora de Lourdes de Madrid (12/10/2022).[20][21]